# Hochschule für angewandte Wissenschaften Coburg
Die Hochschule für angewandte Wissenschaften Coburg (kurz Hochschule Coburg – bis 1. Oktober 2008 Fachhochschule Coburg) ist eine 1971 gegründete Hochschule für angewandte Wissenschaften im nordbayerischen Coburg mit 4855 Studierenden (Stand WS 2024/25).

## Geschichte
Die Hochschule Coburg führt ihre Tradition auf das private Friedrich Streibsche Institut für Baugewerbsleute zurück, das 1814 der Hofbaumeister Friedrich Streib in Coburg gründete. Die Schule hatte die Aufgabe, Bauhandwerker auf das Meisterrecht vorzubereiten. Nach dem Tod Streibs gründete der Hofmaler Georg Konrad Rothbart eine Nachfolgeeinrichtung, die ab dem Dezember 1852 die Bezeichnung Herzogliche Baugewerkschule führte. Die Schule war in der Steingasse 20 untergebracht. Der Unterricht wurde anfangs in den Wintermonaten gehalten, ab 1909 auch im Sommer. 1903 wurde der Lehrplan dem der preußischen Baugewerkschule angepasst, was die Berechtigung zur Anstellung im preußischen Staatsdienst zur Folge hatte.
Nach 1918 hieß die Anstalt Staatliche Baugewerkschule. Durch die Vereinigung des Freistaats Coburg mit dem Freistaat Bayern am 1. Juli 1920 änderte sich erneut der Name in Staatliche Bauschule. 1928 kam es zur Umgestaltung zu einer höheren technischen Lehranstalt für die Ausbildung von Baumeistern und technischen Kräften für die Privatwirtschaft, sowie technische Beamte für den Reichs-, Staats- und Gemeindedienst. Von 1933 bis 1939 trug die Schule den Namen Höhere technische Staatslehranstalt für Hoch- und Tiefbau und ab 1940 Staatsbauschule. Nach dem Zweiten Weltkrieg nahm sie als erste Staatsbauschule Bayerns wieder den Unterrichtsbetrieb mit 193 Studierenden auf. Von 1951 an hieß sie Staatsbauschule – Ingenieurschule für Hoch- und Tiefbau.
Am 18. Juli 1959 schlossen der Freistaat Bayern, die Stadt Coburg, der Landkreis Coburg und die Stadt Neustadt bei Coburg ein Abkommen über die Auflösung des Instituts für Lehrerbildung in Coburg, dessen Bestand zwischen Bayern und dem ehemaligen Freistaat Coburg im Staatsvertrag vom 14. Februar 1920 vereinbart worden war. Ersatzweise vereinbarten die Vertragspartner die Erweiterung der Staatsbauschule Coburg zu einem Polytechnikum. Ab dem 1. Oktober 1963 führte die Schule den Namen Staatliches Polytechnikum Coburg. Im Mai 1967 folgte die Einweihung der Neubauten der Ingenieurschule für Bau- und Maschinenwesen in der Friedrich-Streib-Straße, die etwa 20 Millionen DM kosteten. Mit der Errichtung der Fachhochschulen entstand schließlich am 1. Juli 1971 die Hochschule Coburg in ihrer heutigen Form.
Unter dem Dach der neuen Hochschule wurde das Polytechnikum Coburg und die Textilfach- und Ingenieurschule Münchberg vereint; in Coburg wurden die vorhandenen Ingenieur-Studiengänge und Studiengänge in den Ausbildungsrichtungen Wirtschaft und Sozialwesen ergänzt. Der neu eingerichtete Fachbereich Design mit Studiengängen wie Innenarchitektur und Integriertes Produktdesign zog im Herbst 1999 als Mieter in das wiederhergestellte Hofbrauhaus ein.
Zum Wintersemester 2012/13 wurde der neue Bestellbau für die Studiengänge Architektur und Bauingenieurwesen bezogen. Zusammen mit dem Hofbrauhaus, in dem die Studiengänge Innenarchitektur und Integriertes Produktdesign untergebracht sind, bildet das Ensemble den Campus Design.
Seit 2016 hat die Hochschule Coburg den neuen Lucas-Cranach-Campus in Kronach, dort sind Bachelorstudiengang Wirtschaftsinformatik 2.0 sowie die Masterstudiengänge ZukunftsDesign und Autonomous Driving beheimatet.
Im Oktober 2016 wurde ein offenes Parkdeck mit 500 Stellplätzen am Campus Friedrich Streib eröffnet. Im Oktober 2019 folgte das nächste große Gebäude. Das Zentrum für Mobilität und Energie ist ein Labor- und Bürogebäude und wurde mit 18,9 Mio. EUR durch den Freistaat Bayern und mit 2,1 Mio. EUR aus Mitteln der Deutschen Forschungsgemeinschaft finanziert. Ursprünglich war eine Finanzierung im Umfang von 8,5 Mio. EUR dafür vorgesehen.
Am 11. Oktober 2021 wurde das IT und Medienzentrum auf dem Campus Friedrich Streib eröffnet. Seitdem sind die Bibliothek und das Rechenzentrum der Hochschule dort untergebracht.
Im Oktober 2023 wurde das Promotionszentrum Analytics4Health an der Hochschule Coburg genehmigt. Darüber hinaus sind Professoren der HS Coburg sowie der TH Aschaffenburg auch am Promotionszentrum Nachhaltige und intelligente Systeme der TH Würzburg-Schweinfurt beteiligt.
Im September 2024 konnte der vom Freistaat Bayern geschaffene HTAplus-Modulbau auf dem ehemaligen Schlachthof- und Güterbahnhofsareal eröffnet werden, in dem das Coburg University Research Center for Responsible Artificial Intelligence (CRAI) untergebracht ist. Dieses Institut bündelt die Forschung der Hochschule Coburg zu verantwortungsvoller künstlicher Intelligenz (KI).

Standorte
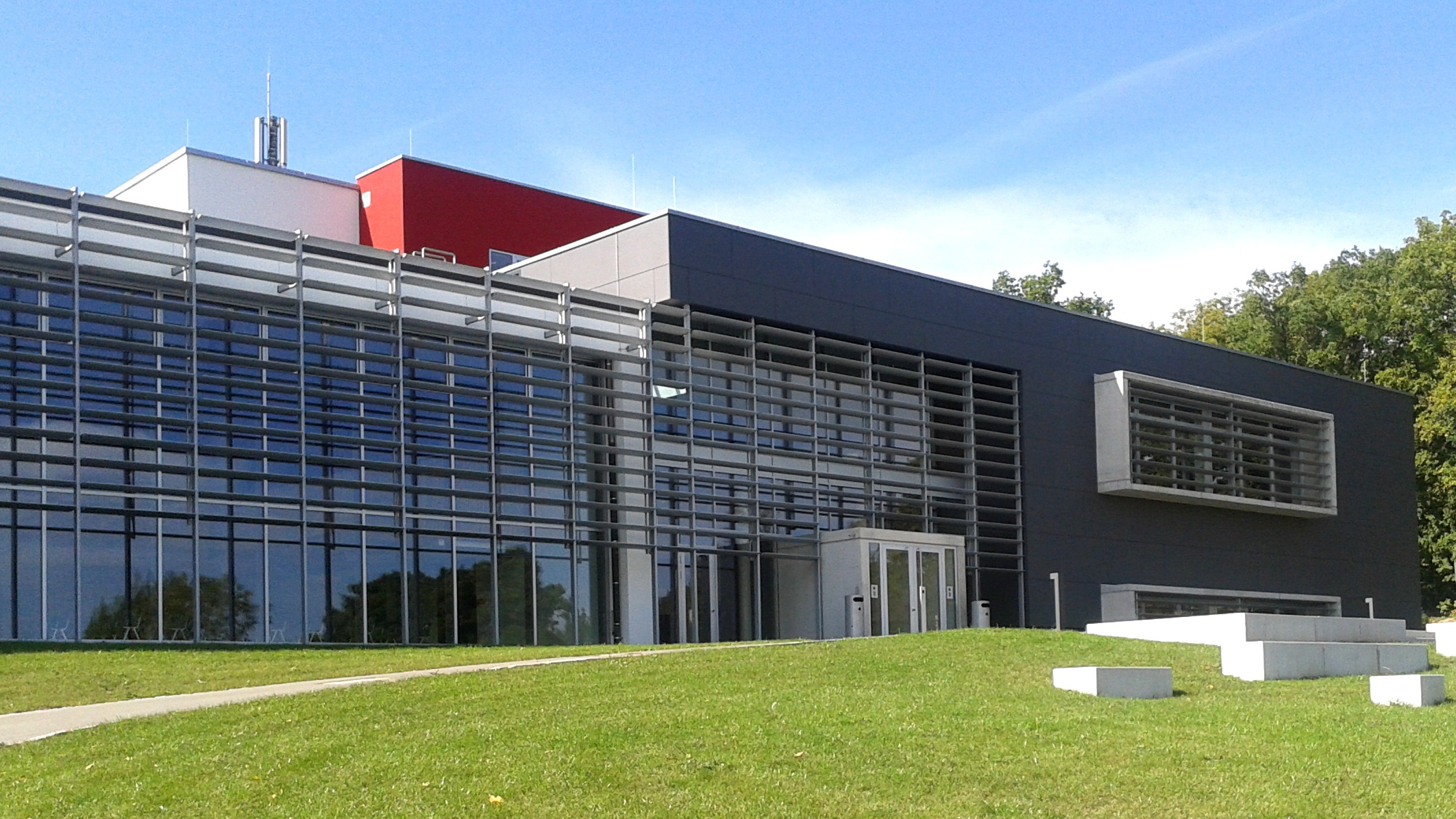
Campus Friedrich Streib mit Aula
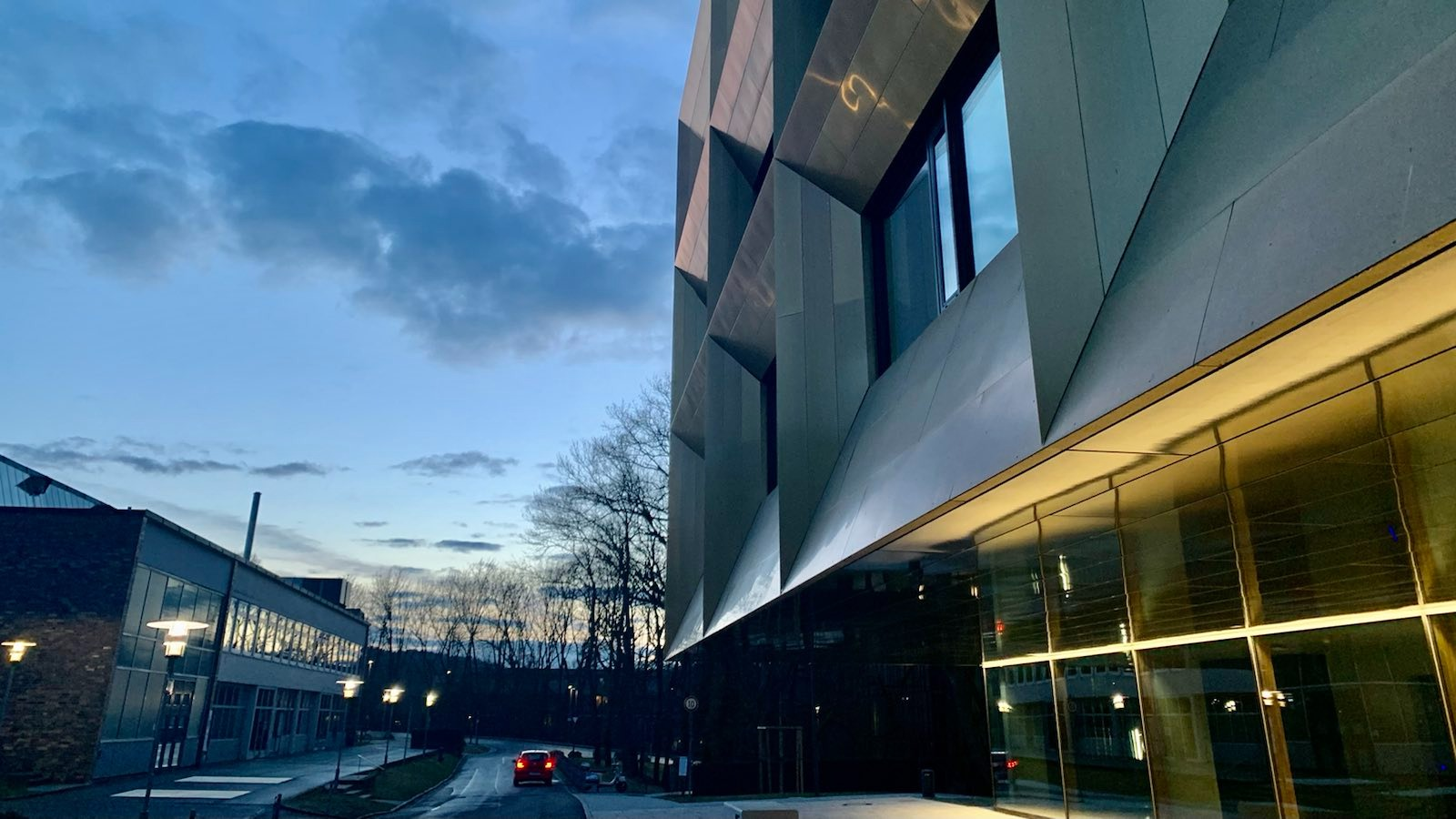
Campus Friedrich Streib mit IT- und Medienzentrum
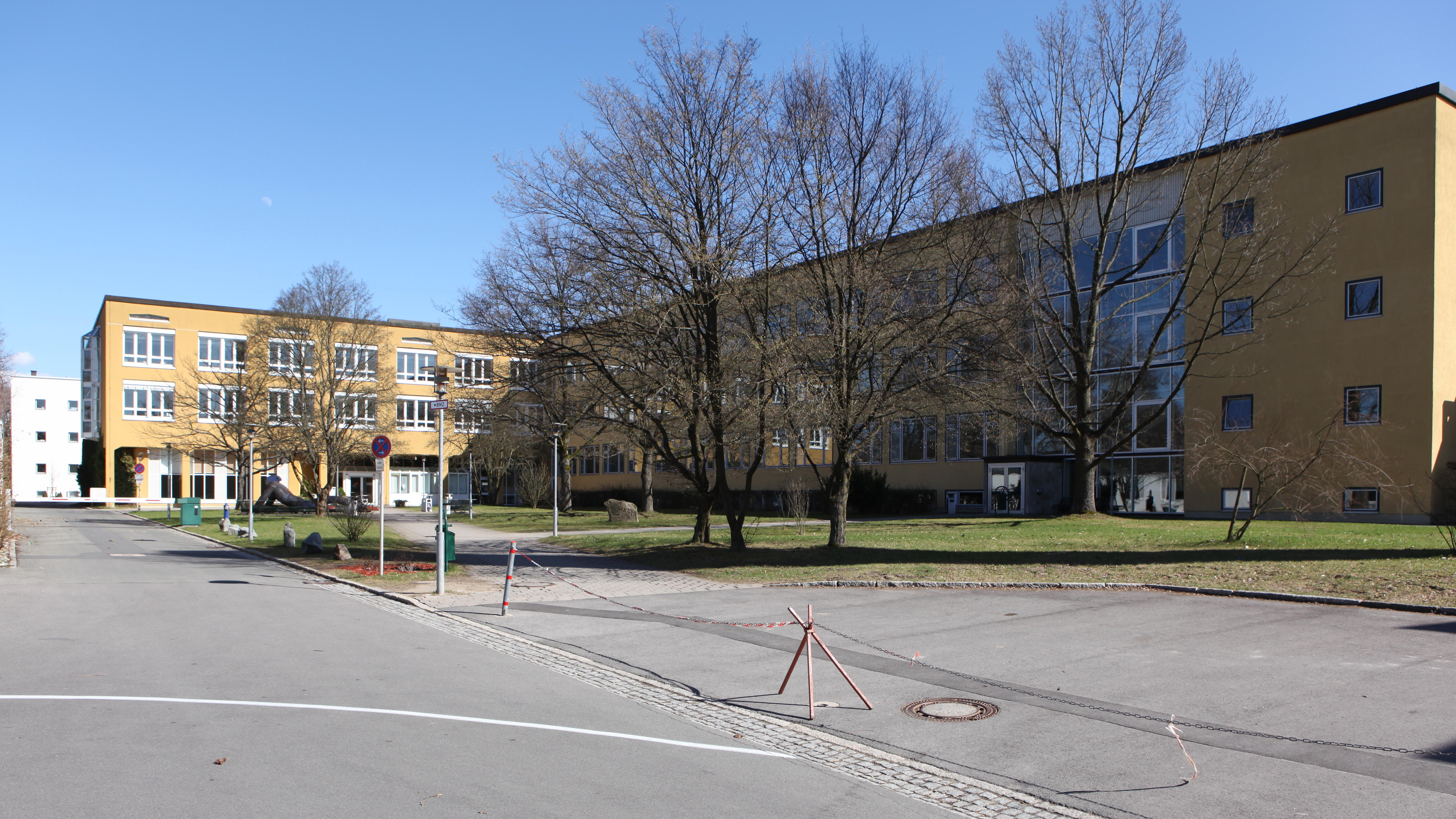
Campus Friedrich Streib – Haupteingang
Campus Design + Bauen – Gebäude D1

## Struktur
Die Hochschule Coburg ist eine Hochschule des Freistaates Bayern (Art. 1 BayHSchG); sie ist eine Körperschaft des öffentlichen Rechts mit dem Recht der Selbstverwaltung. Die Hochschule besteht aus den sieben Fakultäten:
- Fakultät Angewandte Naturwissenschaften und Gesundheit
- Fakultät Design + Bauen
- Fakultät Elektrotechnik und Informatik
- Fakultät Maschinenbau und Automobiltechnik
- Fakultät Soziale Arbeit
- Studienfakultät für Weiterbildung
- Zentrum für Zukunftskompetenzen[14]
- Fakultät Wirtschaftswissenschaften

Die Umsetzung des Bolognaprozesses ist für die Fachhochschule abgeschlossen.

## Studentische Organisationen

### Studentische Initiativen
An der Hochschule Coburg gibt es die folgenden studentische Initiativen:
- Gesellschaft für Betriebswirtschaft (GfB)
- Hochschul – Big Band
- WIRGESTALTEN
- CAT-Racing
- Hochschulchor – Die Klangfänger
- Junger DBSH
- Univents
- Ökumenische Studierendengemeinde (ÖSG)
- Gesund.Studieren.Coburg.
- Improvisationstheater "Pampelmusen"
- UMBRELLA – Queere Initiative
- Writer's Universe

### Studentenverbindungen
In Coburg existieren 3 aktive Studentenverbindungen; davon ist eine eine gemischte Studentenverbindung.

## Studiengänge
Die Hochschule Coburg bietet ein breites Spektrum an Bachelor- und Masterstudiengängen in den vier Bereichen Bauen & Design, Technik, Naturwissenschaften und Informatik, Soziale Arbeit und Gesundheit und Wirtschaft. Die Studiengänge sind auf verschiedene Standorte verteilt, welche auf die Bedürfnisse der jeweiligen Fachrichtungen zugeschnitten sind.
Die designbezogenen Studiengänge finden im historischen Hofbrauhaus der Coburger Herzöge sowie in einem modernen Neubau auf dem Campus Design statt. Dort verbindet das Designstudium gestalterische Inhalte mit wirtschaftlichen, technischen, ökologischen und sozialen Aspekten und bietet den Studierenden vielfältige Möglichkeiten, individuelle Interessen und kreative Ansätze in die Arbeit einfließen zu lassen.
Studiengänge aus den Bereichen Wirtschaft, Technik, Naturwissenschaft und Informatik sowie Soziale Arbeit und Gesundheit befinden sich am Hauptcampus, dem Campus Friedrich Streib, am Lucas-Cranach-Campus in Kronach, im Forschungs- und Anwendungszentrum für digitale Zukunftstechnologien (FADZ) in Lichtenfels und an den Bamberger Akademien in Bamberg. Seit dem Wintersemester 2024 bietet die Hochschule gemeinsam mit der Universität Bayreuth den Masterstudiengang Applied Theatre an.

## Forschung
In der Forschungslandkarte der Hochschulrektorenkonferenz (HRK) ist die Hochschule Coburg mit den drei Forschungsschwerpunkten vertreten: Gesundheit analysieren und fördern, Nachhaltige Mobilitäts- und Energiekonzepte sowie Sensorik und Analytik.